# Municipio de Teotlalco
El municipio de Teotlalco es uno de los 217 municipios en que se encuentra dividido el estado mexicano de Puebla. Se encuentra ubicado en el suroeste del estado y su cabecera es la población del mismo nombre.

## Geografía
El municipio de Teotlalco se encuentra localizado en el extremo suroeste del territorio de Puebla y en sus límites con el estado de Morelos. Forma parte de la región Mixteca de Puebla. Tiene una extensión territorial de 137 128 kilómetros cuadrados que representan el 0.40 % de la extensión total del estado.
Sus coordenadas geográficas extremas son 18°22′ - 18°31′ de latitud norte y 98°45′ - 98°57′ de longitud oeste. Su altitud fluctúa entre 900 y 1 900 metros sobre el nivel del mar.
El territorio del municipio limita al este con el municipio de Huehuetlán el Chico y al sur con el municipio de Jolalpan. Al oeste y norte sus límite le corresponden al estado de Morelos, en particular con el municipio de Tlaquiltenango, el municipio de Tepalcingo y el municipio de Axochiapan.

## Demografía
De acuerdo a los resultados del Censo de Población y Vivienda de 2010 realizado por el Instituto Nacional de Estadística y Geografía, la población total del municipio de Teotlalco asciende a 3121 personas; de las que 1514 son hombres y 1607 son mujeres.

### Localidades
El municipio incluye en su territorio un total de 20 localidades. Las principales, considerando su población del censo de 2010 son:
| Localidad       | Población |
| Total Municipio | 3 121     |
| Teotlalco       | 1 502     |
| Santa Cruz      | 481       |
| San Miguel      | 314       |
| Tlaucingo       | 286       |
| Contla          | 138       |

## Política

### Representación legislativa
Para la elección de diputados locales al Congreso de Puebla y de diputados federales a la Cámara de Diputados federal, el municipio de Teotlalco se encuentra integrado en los siguientes distritos electorales:
Local:
- Distrito electoral local de 22 de Puebla con cabecera en Izúcar de Matamoros.[4]

Federal:
- Distrito electoral federal 14 de Puebla con cabecera en la Acatlán de Osorio.[5]